# Necropoli e Basilica di Pianabella
La Necropoli e Basilica di Pianabella è un sito archeologico, all'interno del parco archeologico di Ostia antica, che si trova a poca distanza dal moderno centro abitato di Ostia Antica, frazione di Roma Capitale.

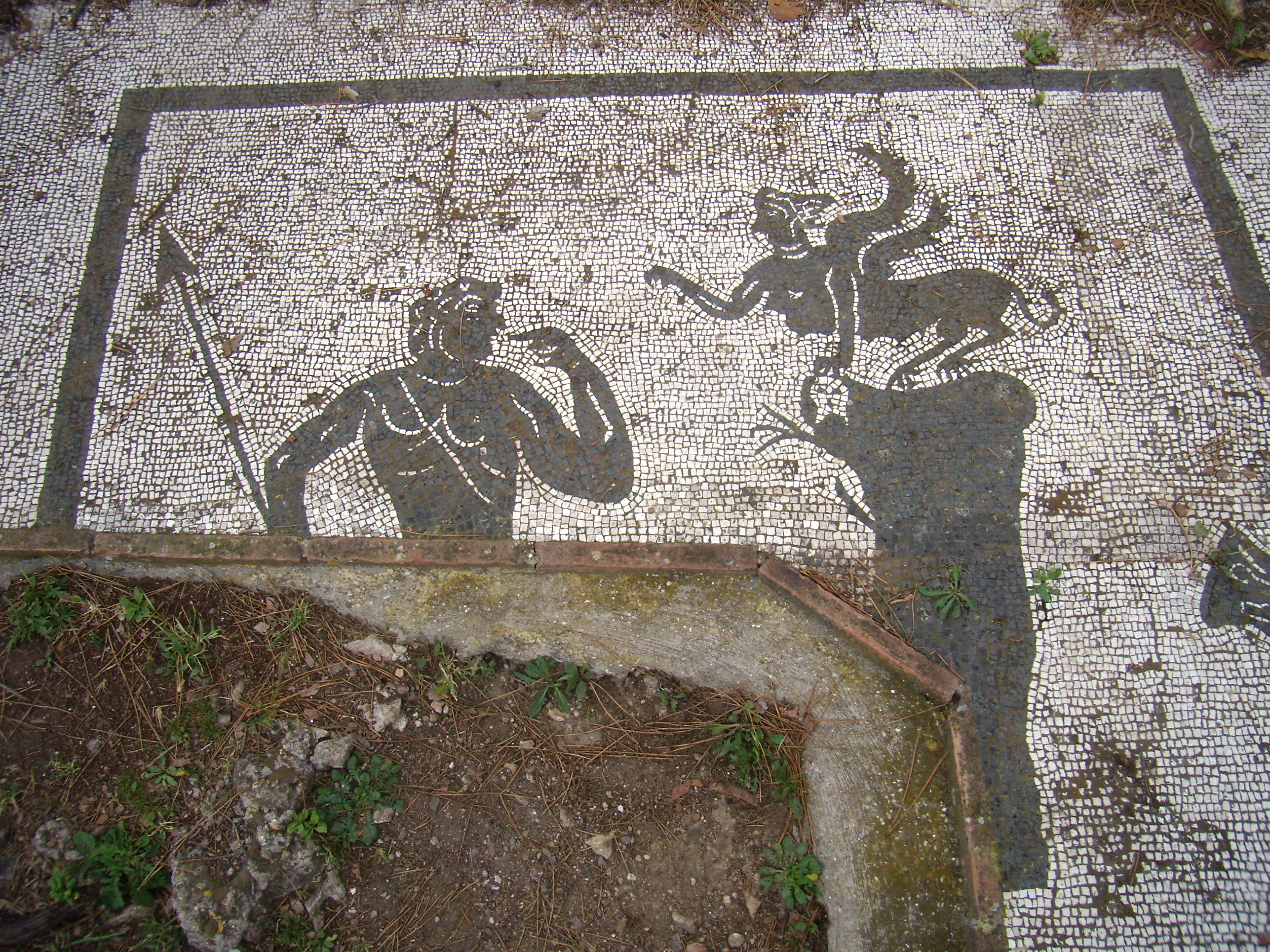
Mosaico con Edipo e la Sfinge, dalla Necropoli di Pianabella

## Descrizione
Nel sito archeologico sono state scoperte una necropoli, che insieme alla necropoli di via Ostiense, alla necropoli fuori Porta Marina e alla necropoli della via Laurentina serviva l'abitato dell'antica città romana di Ostia, e una basilica cristiana.
La vasta necropoli, che è stata in uso fino al IV secolo d.C., ha dato alla luce diversi sepolcreti e un colombario; tra i ritrovamenti di rilievo, un sarcofago con scene di centauromachia, l'epica lotta tra centauri e lapiti,  oggi esposto al Museo archeologico ostiense.
La Basilica cristiana, scoperta nel 1976, è stata successivamente ricoperta per garantirne la conservazione, era absidata ad un'unica navata; fu attiva dal V al IX secolo d.C., quando fu abbandonata a favore della vicina Basilica di Sant'Aurea.

### Annotazioni
1. ↑  La necropoli di Isola Sacra serviva l'abitato di Portus, il grande scalo marino voluto dagli imperatori Claudio e Traiano.

### Riferimenti
1. 1 2 3   Necropoli e basilica di Pianabella, su ostiaantica.beniculturali.it. URL consultato il 16 ottobre 2024.
2. ↑  Pellegrini, p. 32.
3. ↑   Sovraintendenza alle antichità di Ostia, Mostra di rinvenimenti e restauri del 1967, 1968,  p. 5. URL consultato il 12 gennaio 2025.